# 阿尔韦托·J·阿曼多体育场
阿尔韦托·J·阿曼多体育场（西班牙语：Estadio Alberto J. Armando；旧称：卡米洛·西切罗体育场）是一座位于阿根廷首都布宜诺斯艾利斯博卡的体育场。体育场看台一侧扁平而其余三侧高耸挺拔，因其外观而被冠以了「糖果盒球场」（La Bombonera ）之名。 最多可容纳57,503人，一般足球赛事容纳49,000人。
体育场属于阿根廷最为知名的球会之一的博卡青年足球俱乐部所有，球场独特的外观也形成了极佳的球迷助威声效，被博卡球迷冠以球队「第十二人」（"La Doce"）的昵称。
糖果盒球场的三面看台由传统阶梯式无座位看台构成，第四面看台则由于附近居民区的限制而垂直建设，顶部设有一些有座位区域与包厢，属于体育场的固定资产。糖果盒球场中的博卡球迷有着沸腾般的激情，球迷会不停地有节奏的歌唱和跳跃，值得一提的是，在跳跃助威时，独特的垂直看台也会随之感到轻微的晃动。
糖果盒球场的长度与宽度刚好达到了国际足联所要求的最低要求——105米 x 68米。 体育场也曾多次举办过大型音乐会，知名音乐人蓝尼·克拉维茨、埃尔顿·约翰、詹姆斯·布朗特；著名音乐团体比吉斯、后街男孩都先后献唱于此。

## 体育场历史
1938年2月18日，体育场动土兴建，并于1940年5月25日竣工，此前博卡青年队主场设在里卡多·埃切维里体育场（Estadio Ricardo Etcheverry）。在竣工当天进行的友谊赛中博卡青年队在主场以2-0战胜了来访的圣洛伦佐队，博卡球星里卡多·阿拉尔孔（Ricardo Alarcón）包办了两个进球。体育场最初以俱乐部主席卡米洛·西切罗之名命名为「卡米洛·西切罗体育场」，仅有两层看台，俱乐部在1949年将球场看台增加为三层，这一工程于1953年正式完工， 由此球场得到了「糖果盒」这一昵称。
1952年，球场架设了夜间照明灯系统。至此，体育场可以将赛事安排在夜间进行，也拥有了承办国际赛事的资格。1995至1996年，俱乐部主席毛里西奥·马克里为了让体育场的最大容量从49,000人提升至57,395人而进行了一次大规模改造，更新了看台和豪华包厢。位于Del Valle Iberlucea街的旧豪华包厢被改造成了低层看台。
体育场于2000年11月27日正式更名为如今的「阿尔韦托·J·阿曼多」之名，以纪念这位已经辞世的博卡俱乐部前主席、著名的阿根廷足球官员。早在1975年，阿曼多先生就允诺将大规模改建糖果盒体育场，但随后受限于阿根廷糟糕的政治与经济状况一直未能如愿。
在正式比赛中，历史上仅有四支巴西球队在糖果盒体育场中战胜过博卡青年队，分别是桑托斯、克鲁塞罗、派桑杜以及巴西国际。最近的一次发生在2008年12月6日的2008年南美解放者杯四分之一决赛第二轮中，坐镇糖果盒的博卡青年以1-2输给了做客的巴西国际队。此外在1960年代，格雷米奧队也曾在友谊赛中击败过博卡青年。

## 今日糖果盒
糖果盒球场目前可容纳49,000人，但俱乐部的良好声望使得主场比赛依然一票难求，特别是超级德比（Superclásico）中与同城死敌河床队对垒的比赛。
在体育场可容纳的49,000人中，包括37,538个座位、2780个包厢位和8,682个站位。体育场的外墙与内部画有多幅阿根廷著名当代画家皮尔兹·西利斯的画作，这些作品主要描述俱乐部许多传奇球星的故事以及诸如意大利移民文化之类的地区文化。 由于博卡青年的最大死敌是传统色为红白相间的河床队，所以糖果盒球场内只悬挂有黑色与白色的可口可乐广告，而独缺可口可乐标志性的红色。
迭戈·马拉多纳是博卡青年队最为传奇的球星以及忠实的支持者，他在体育场内拥有一个豪华包厢。
2001年8月1日，博卡允诺在体育场承办的所有体育赛事与活动中提高服务质量，已达到质量管理体系（品質系統）标准。 体育场最终在2001年首获ISO9001:2000认证，并于2007年3月20日成功续证。

### 改造计划
俱乐部将计划对体育场进行适当的改造，包括有减少球迷进出场拥挤度的优化方案、使用体育场新科技、扩建公共设施等。这些计划包括有：
- 球场入口、博物馆和里程碑: 计划将改造位于Brandsen街805号的球场主要出入口，包括新建一块球队发展里程碑，并且与球迷专卖店与俱乐部博物馆相连接。
- 三层看台:改建三层看台，加设座位以提高球迷看球时的舒适度。
- 体育场大门: 加固球迷进入球场的通道以及保护分散人流的地道，新增硬件与软件设计，以确保人群迅速安全地被疏散。
- 建造商业区域: 球场将辟出一块看台做经营性的VIP服务之用。在二层看台的一片区域内，将被设计改造成两块独立的包厢，并按上舒适度高的座位。VIP服务同时也提供赛季套票，允许购买套票的球迷邀请他人一同观球。服务还包括了交通、参观博物馆以及提供餐饮等。

## 博卡博物馆
博卡俱乐部主席、布宜诺斯艾利斯市市长毛里西奥·马克里（毛里西奧·馬克里）运营着博卡博物馆，(西班牙語：Museo de la Pasión Boquense) , 该博物馆位于糖果盒体育场内，共两层，以编年体的方式记录了俱乐部从1905年成立发展至今的历程。在博物馆的一个展厅内设计有巨幅360度全景式的镜展，将场上踢球的球员与看台上的球迷有机的结合在了一起。博物馆内还建有名人堂以及巨幅的迭戈·马拉多纳的墙画。除了足球，馆内还设有非足球元素。比如，设有摇滚巨星蓝尼·克拉维茨2005年在糖果盒球场内，手持蓝色与金色吉他演奏的相片展示。

## 流行文化中的糖果盒球场
由于缺少授权认证，在实况足球游戏中该球场一直以格兰查科体育场（"Estadio Grand Chaco"）之名存在着。 体育场作为背景曾出现在2001年拍摄的纪录片风格的喜剧电影《英国世界杯之梦》（Mike Bassett: England Manager）之中，作为承办世界杯的巴西球场，英格兰队在这座以糖果盒球场为原型虚构出来的体育场中，以0-4输给了墨西哥队。

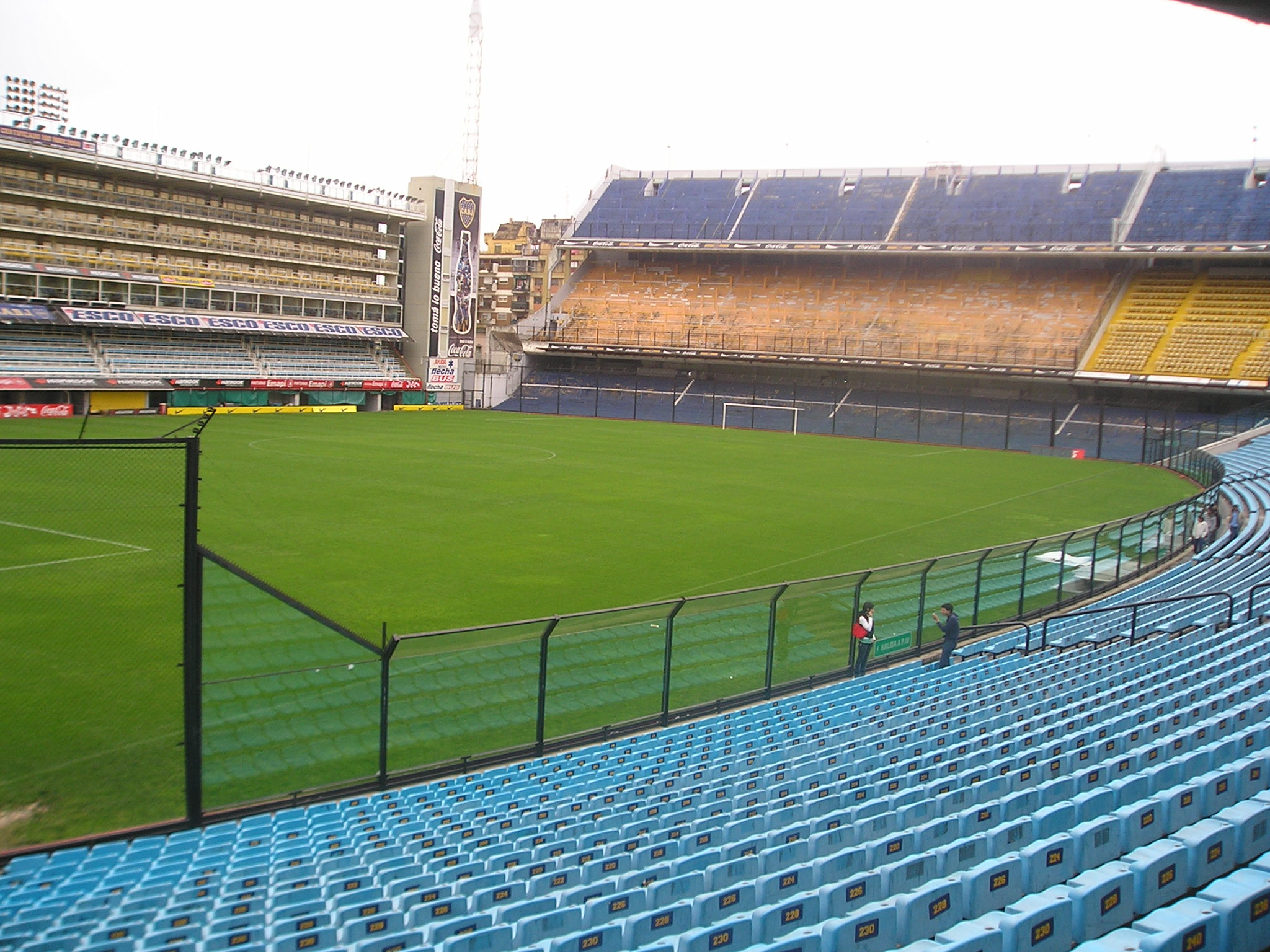
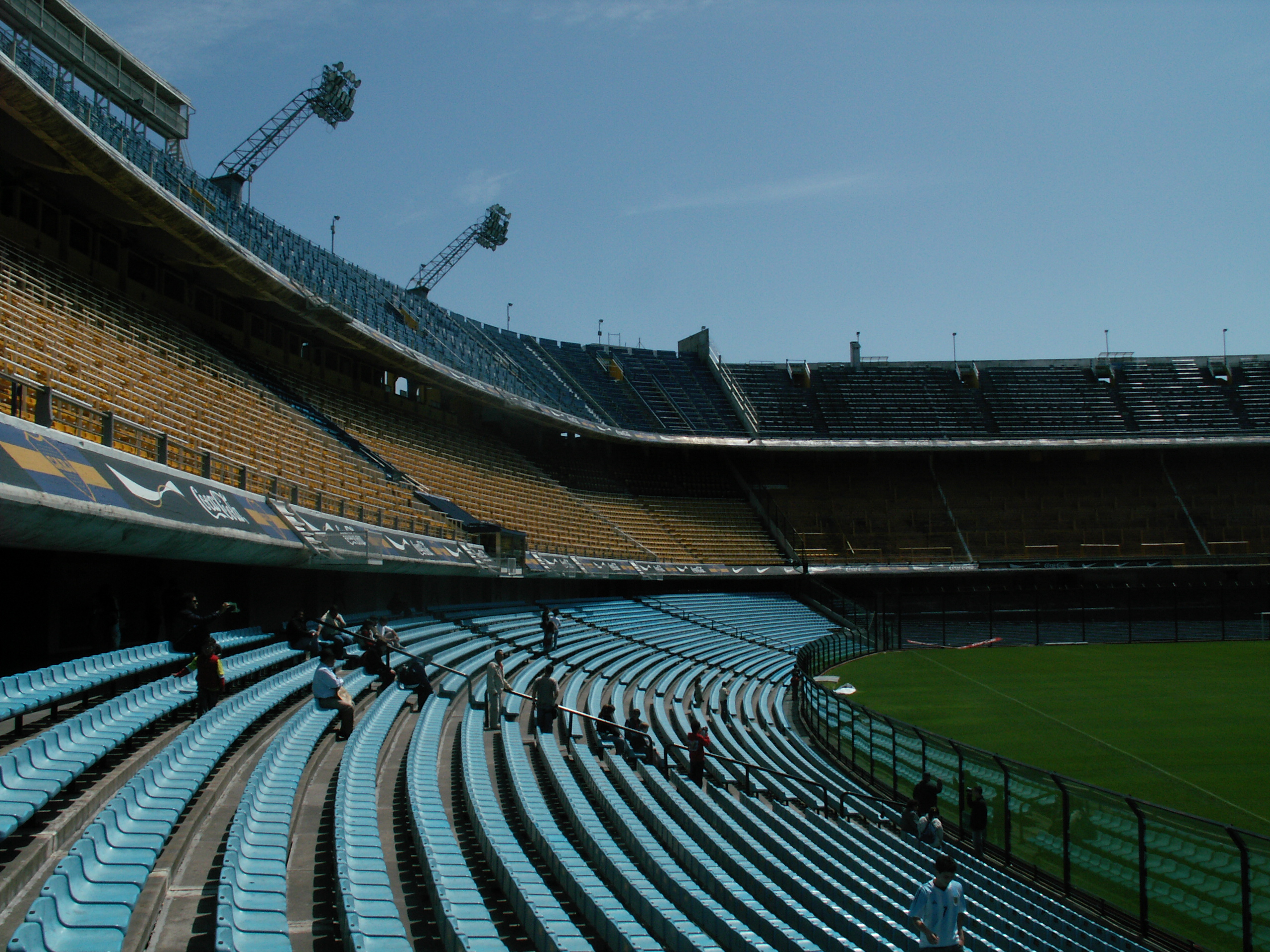
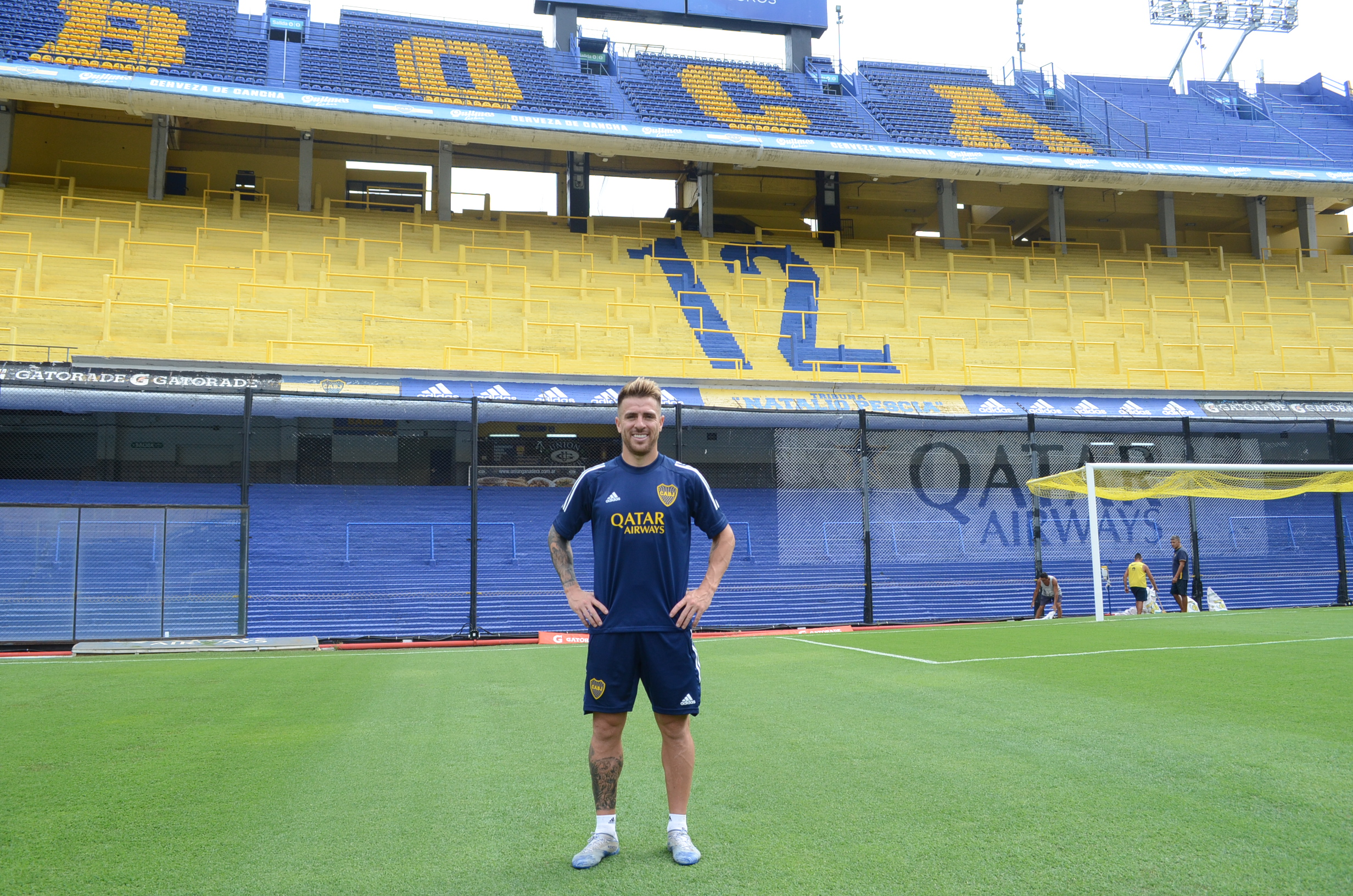
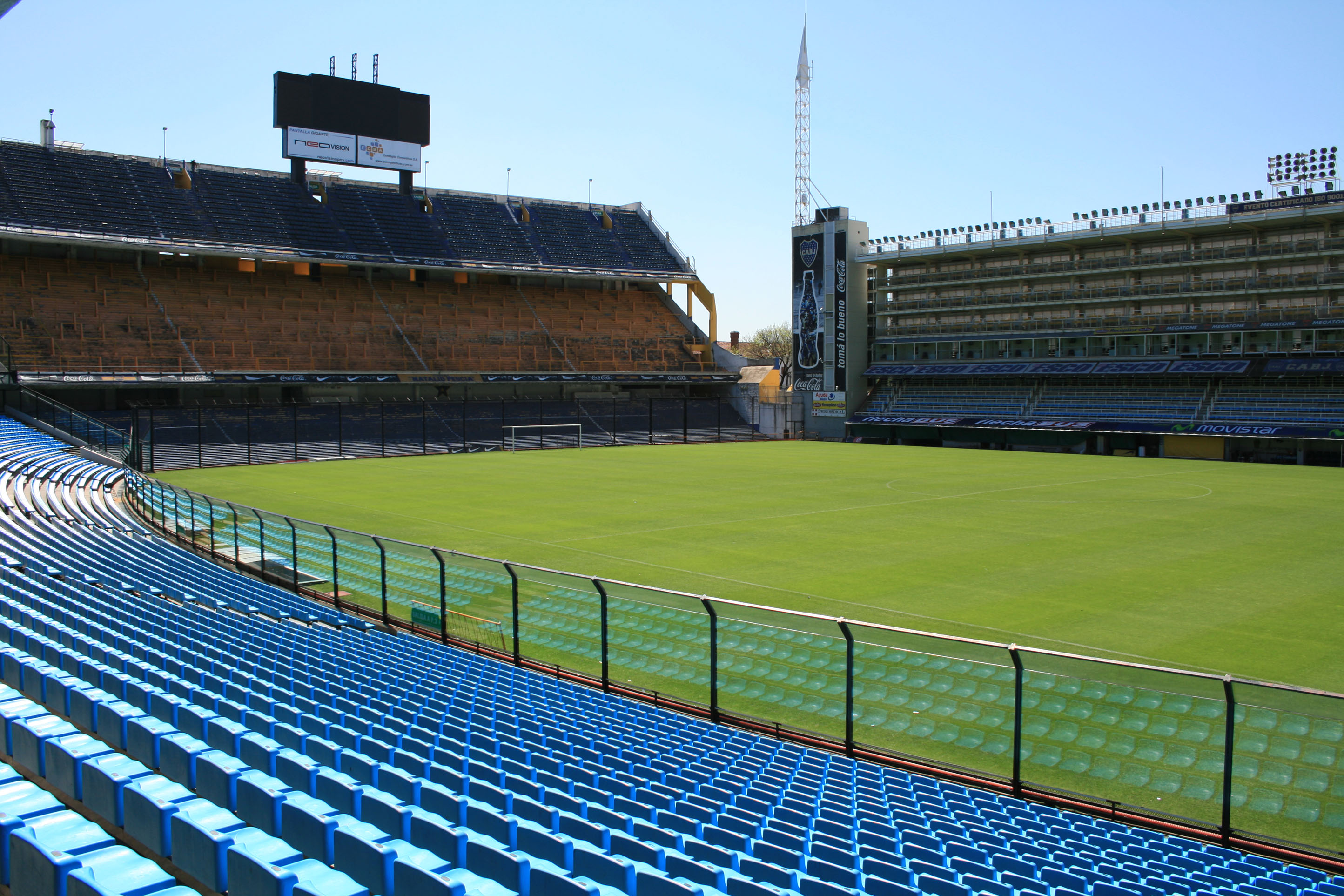
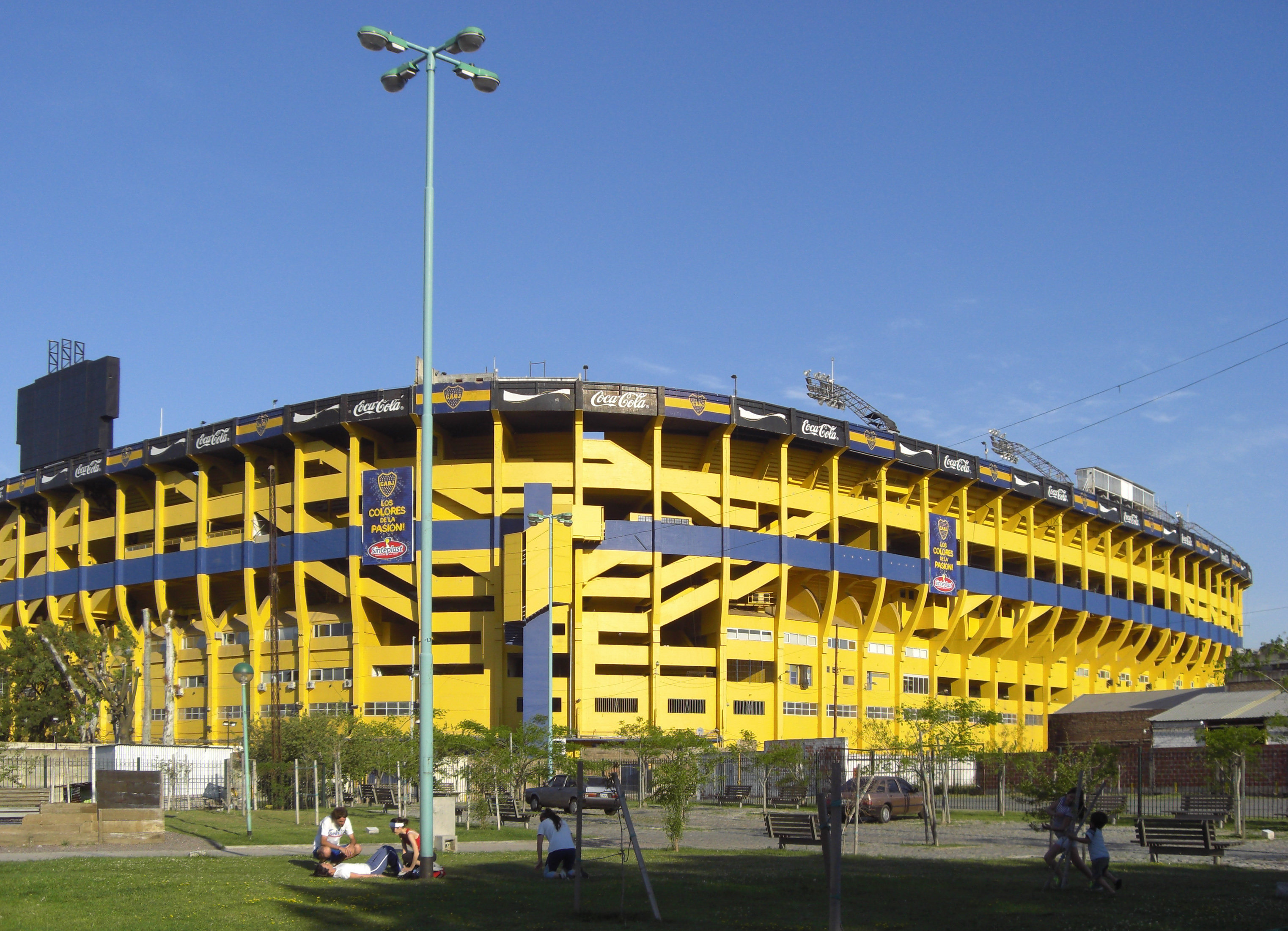